# Arco Schule Bern
Die Arco Schule Bern ist ein lernendes Netzwerk von Eltern und ist seit 2022 unter dem Namen «ArcoBern» bekannt.

## Geschichte
Die Arco Schule wurde 2005 von Kirsten Timmer in Meikirch gegründet.
Von 2013 bis 2022 befand sich die Arco Schule im Schulhaus Säriswil. Die Privatschule unterstand bis 2022 der Aufsicht der Erziehungsdirektion und hielt sich an die Bildungsziele des damaligen aktuellen Lehrplans des Kantons Bern. Der Schulalltag unterschied sich von anderen Schulen, weil kein Unterricht stattfand. Es wurden auch keine Hausaufgaben, Bewertungen (Noten) und Leistungsvergleiche gewährleistet. Die Kinder und Jugendlichen bewegten sich frei in der altersdurchmischten Gruppe. Die Schule war international bekannt und bot teilweise Coaching-Workshops mit prominenten Schriftstellern wie z. B. von Naomi Aldort an.
Von 2016 bis 2021 war die Arco Schule ein Ort, in dem die Eltern die pädagogische Verantwortung ihrer Kinder übernahmen. Daher wurde die Schule zu einem lernenden Netzwerk von Eltern. Nach dem Auszug wurde die Schule in Partnerschaft mit der internationalen Schule «Learnlife Barcelona – Urban Hub» im Oktober 2022 neu eröffnet. Seitdem ist die ehemalige Arco Schule Säriswil unter dem Namen «ArcoBern» bekannt. ArcoBern ist nun eine Schule der Social Transformation School GmbH, deren Zweck es ist, gesellschaftliche Transformation zu fördern durch die Schaffung von Lebens-, Lern- und Begegnungsorte, in denen Kinder und Erwachsene persönliches und lebenslanges Lernen erfahren und dazu befähigt werden.